# Nina Mdivani
Nina Mdivani (* 27. Januar 1901 in Batumi; † 19. Februar 1987 in London) war das älteste der fünf Geschwister, die zwischen 1927 und 1935 als „Marrying Mdivanis“ berühmt wurden. Sie war Ehefrau von Denis Conan Doyle und hatte 1972 bis 1976 die Rechte am literarischen Nachlass von Arthur Conan Doyle.

## Leben
Nina Mdivani war die älteste Tochter von Zakhari Mdivani, der als General unter Zar Nikolaus II. diente. Die Mutter, Elisabeth Viktorowna Sobolevska, war die Tochter eines polnischen Vaters und einer georgischen Mutter. Nina hatte vier Geschwister:
David Mdivani (* 14. Februar 1904; † 5. 1984 in Los Angeles)
Serge Mdivani (* 17. Februar 1903; † 15. März 1936)
Roussadana Mdivani (* 7. Juli 1905; † 16. Dezember 1938)
Alexis Mdivani (* 7. Februar 1908; † 1. August 1935)
Zakhari Mdivani war ab 1914 Gouverneur der Stadt Batumi. Im November 1920 verließ er Georgien, um den weißrussischen General Pjotr Nikolajewitsch Wrangel beim Kampf gegen die Rote Armee zu unterstützen. Seiner Frau und den Kindern gelang wenig später per Schiff die Flucht nach Konstantinopel, und gemeinsam emigrierte die Familie 1921 nach Paris. Elisabeth Mdivani und ihre Kinder legten sich bei der Einbürgerung Prinzen- und Prinzessinnentitel zu, was ihnen als Entreé in gehobene Gesellschaftskreise diente. Nina verfasste eine Sammlung georgischer Märchen; eines davon wurde im Juli 1923 in der Zeitung Le Matin abgedruckt.

## Eheschließungen
Nachdem ihre Mutter 1923 überraschend verstorben war, reisten die beiden älteren Brüder in die Vereinigten Staaten. Nina Mdivani heiratete 1925 Charles H. Huberich, einen Anwalt, der eine Kanzlei für internationales Recht in Den Haag besaß. Er hatte in Yale, Heidelberg und Berlin studiert und bis 1912 einen Lehrstuhl für Verfassungsrecht und Strafrecht an der Universität Stanford. Huberich, der 24 Jahre älter war als seine Braut, arrangierte Scheidungen für zahlungskräftige Klienten, die durch einen Aufenthalt in Lettland abgewickelt wurden. Außerdem war er Spezialist für Eheverträge, was für Nina und ihre Geschwister von Vorteil war. David Mdivani heiratete 1926 die Filmschauspielerin Mae Murray, Serge Mdivani 1927 die Filmdiva Pola Negri und Alexis Mdivani 1933 die Kaufhauserbin Barbara Hutton, wobei Huberich für seine Schwager einträgliche Eheverträge aushandelte.
Über ihre Brüder, die sich für Autorennsport interessierten, lernte Nina Huberich 1934 Denis und Adrian Conan Doyle kennen. Ebenso wie ihr 1930 verstorbener Vater Arthur Conan Doyle waren die Brüder begeisterte Rennfahrer und errangen mit ihrem Rennwagen, einem Chitty I, zahlreiche Pokale.
Wenig später trennte sich Nina von Charles Huberich, um den 1909 geborenen Denis Percy Stewart Conan Doyle zu heiraten. Die Trauung fand im August 1936 in dem walisischen Schloss St Donat’s Castle statt, das der Schauspielerin Marion Davies gehörte. Im Heiratsregister gab Nina Mdivani ihr Alter mit 31 an. Auch in Papieren, die sie später ausstellen ließ, gab sie als Geburtsjahr 1905 bzw. 1906 an.
Denis Conan Doyle, seine Mutter und seine jüngeren Geschwister lebten von Einkünften aus dem literarischen Nachlass von Arthur Conan Doyle, insbesondere von den Rechten an den Sherlock-Holmes-Erzählungen. Genau wie sein Vater war er bekennender Spiritist und nahm regelmäßig an Seancen teil. Im Dezember 1939 reiste er mit Nina in die USA, wo er an verschiedensten Orten Vorträge über seinen Vater und über den Spiritismus hielt. Als „Prinzessin“ und Schwester der berühmten „Marrying Mdivanis“ war Nina Conan Doyle dort ebenfalls populär.
Das Ehepaar verkehrte in prominenten Kreisen, pflegte einen luxuriösen Lebensstil, fuhr teure Autos und logierte in vornehmen Hotels. Insbesondere über Ninas kostbare Juwelen, die sie von ihrem Mann und von Barbara Hutton erhielt, und von denen sie mehrere Stücke verlor, wurde in den Zeitungen berichtet.
Bis November 1944 hielt Denis Conan Doyle in den USA Vorträge und führte Verhandlungen über die Film-, Radio- und Fernsehrechte am Werk seines Vaters. Dann reiste das Ehepaar nach Spanien, angeblich, weil Denis kränkelte und einen englischen Winter vermeiden wollte. Dies geschah zum Ärger seines Bruders Adrian, denn Denis und Nina lebten weit über ihre Verhältnisse, hatten in den USA keine Steuern bezahlt und Rechnungen nicht beglichen. Adrian Conan Doyle zahlte jedoch, um das Andenken des Vaters in der Öffentlichkeit nicht zu beschmutzen. Arthur Conan Doyles Witwe war inzwischen verstorben, Denis und Nina Conan Doyle hatten aber keine Ambitionen, nach England zurückzukehren. Stattdessen waren sie weiter auf Reisen, zum Teil auf Einladung von Barbara Hutton, die Ninas jüngsten Bruder Alexis geheiratet hatte und bis zu ihrem Tod mit Nina befreundet war.
Bei einem Aufenthalt in Paris lernte Nina um 1950 den jungen Amerikaner Anthony Harwood kennen. Er war mit seinem Studienfreund James Merrill nach Europa gereist und versuchte sein Glück als Lyriker.
Nina überredete ihren Mann, Tony Harwood als Sekretär einzustellen. In seiner Begleitung reiste das Ehepaar 1951 zum Skiurlaub nach St. Moritz und später nach Ägypten, wo sie im Mena House Hotel an den Pyramiden wohnten. Zwei Jahre später begab sich das Trio auf Einladung des Maharadscha von Mysore nach Indien, wo sich Denis Conan Doyle als Großwildjäger profilieren wollte und einen Elefanten erlegte.
Im folgenden Jahr befand sich das Ehepaar Doyle wieder in Indien, als sich Denis‘ Erkrankung verschärfte. Er starb am 9. März 1955 in Bombay. Nina brachte Denis‘ Asche nach England, wo sie auf dem Friedhof der All Saints Church in Minstead, Hampshire, neben dem Grab von Arthur Conan Doyle beigesetzt wurde.
Am 5. April 1957 ließ sich Nina Conan Doyle in Paris Papiere zum Zweck der Eheschließung ausfertigen und heiratete wenig später den 24 Jahre jüngeren Anthony Harwood. Den Titel „Prinzessin Mdivani“ führte sie weiterhin. Zum engeren Freundeskreis des Paares gehörte Helena Rubinstein, die mit dem fast 30 Jahre jüngeren georgischen Prinzen Artchil Gourielli-Techkonia verheiratet war. Patrick O’Higgins, Helena Rubinsteins Privatsekretär, beschrieb das Ehepaar Harwood folgendermaßen: „Er war dunkel und hager. [...] abgesehen davon, dass Nina einige Jahre älter war, war sie auch sehr dick und durch ein Drüsenleiden nahezu blind. [...] Sie trippelte graziös von einem Grand Hotel zum nächsten, ohne etwas zu sehen, wog mehr als der alte Aga Khan, und war mit einem unerschöpflichen Vorrat an Charme und Liebenswürdigkeit gesegnet.“ Auch zu Barbara Cartland bestand eine freundschaftliche Beziehung, die Liebesroman-Autorin widmete Nina sogar einen ihrer Romane.
Über das Eheleben des ungleichen Paares wurde in der Presse heftig spekuliert. Tatsächlich war Tony Harwood homosexuell und führte ein Doppelleben. Offiziell lebte er mit Nina, die (wahrscheinlich aufgrund von Diabetes) fast blind war, in diversen Hotels in London. Außerdem hatte er für seine Tätigkeit als Schriftsteller eine Wohnung gemietet, die er als Treffpunkt mit wechselnden männlichen Liebhabern nutzte. Einer von ihnen war Derek Jarman, der später als Filmregisseur bekannt werden sollte. Dies finanzierte er durch den heimlichen Verkauf von Schmuck und Wertgegenständen aus dem Besitz seiner Frau.
Als Witwe von Denis Conan Doyle erhielt Nina weiterhin einen Anteil an den Tantiemen aus dem Nachlass von Arthur Conan Doyle. Nachdem Adrian Conan Doyle im Juni 1970 verstorben war, ließen Adrians Witwe Anna und seine Schwester Jean die Rechte an den Sherlock-Holmes-Erzählungen (das Copyright galt noch bis 1980) über eine Kanzlei in der Schweiz versteigern. Nina und Anthony Harwood gaben anonym Gebote ab und erwarben im Januar 1972 die Rechte. Für den Kaufpreis hatten sie einen Kredit bei der Royal Bank of Scotland aufgenommen; als Sicherheit dienten unter anderem Ninas Juwelen.
Gleich nach dem Kauf gründete Nina mit dem Literaturagenten Jonathan Clowes eine Isle of Man Corporation namens Baskerville Investments. Das Unternehmen wurde von Jersey aus betrieben, sodass keine Steuern in England anfielen. Außerdem beabsichtigte sie, die Figur des Sherlock Holmes mit Mütze, Pfeife und Vergrößerungsglas weltweit als Marke registrieren zu lassen, um Geld für Lizenzen zu bekommen. Weil das Ehepaar Harwood jedoch weit mehr Geld ausgab, als Tantiemen eingenommen wurden, entschied die Royal Bank of Scotland im April 1974, einen Verwalter für Baskerville Investments einzusetzen.
Im Januar 1976 starb Tony Harwood im Alter von 50 Jahren. Sein unerwarteter Abgang und das eilige Begräbnis nährten Gerüchte über einen unnatürlichen Tod. Man munkelte, Sadomasochismus oder Drogen seien im Spiel gewesen, auch vom Mord durch einen Strichjungen war die Rede.
Nach seinem Tod hatte Nina keine Chance mehr, den Bankkredit an die Royal Bank of Scotland zurückzuzahlen. Im August 1976 gingen die Conan-Doyle-Rechte von Baskerville Investments an den Fernsehproduzenten Sheldon Reynolds über.
Nina Mdivani starb am 19. Februar 1987 in London. Persönliche Aufzeichnungen und Dokumente aus ihrem Nachlass sind mit dem Nachlass von Arthur Conan Doyle in Portsmouth archiviert. Der silberne Mercedes-Benz Type 500K Special Roadster, den sie 1936 während ihrer Ehe mit Denis Conan Doyle gekauft hatte, ist Teil der Sammlung des National Automobile Museum in Reno, Nevada. Ein Jade-Halsband von Cartier, das Barbara Hutton während ihrer Ehe mit Alex Mdivani getragen hatte, wurde nach Nina Mdivanis Tod unter ihrem Bett gefunden. Es wurde am 7. April 2014 bei Sotheby’s Hong Kong für 27,44 Millionen US-Dollar an das Cartier-Museum versteigert.